# Dolna (województwo opolskie)
Dolna (dodatkowa nazwa w j. niem. Dollna) – wieś w Polsce położona w województwie opolskim, w powiecie strzeleckim, w gminie Leśnica.

## Historia
Wieś Dolna została po raz pierwszy wzmiankowana w dokumentach z 1302 roku. Pierwszy kościół w Dolnej był wzmiankowany w 1335 roku. W 1615 roku wioskę kupił hrabia Georg von Reden. W 1783 roku właścicielem był hrabia Collona. Dolna miała już wtedy szkołę, w której zatrudniony był jeden nauczyciel. Uczęszczały do niej również dzieci z Czarnocina.
W latach 1893–1914 proboszczem parafii był zasłużony dla sprawy polskiej Górnoślązak ks. Jan Pogrzeba rodem z Dobrzenia Małego pod Opole. Ks. Pogrzeba należał do współzałożycieli (w 1880) Towarzystwa Górnośląskiego we Wrocławiu, organizacji mającej za cel propagowanie języka, literatury i historii polskiej wśród Górnoślązaków. Topografia Śląska z 1845 roku wymienia w Dolnej („Dollna”): 65 budynków, folwark, karczmę i wyrobisko kamienia wapiennego. W cytowanej topografii odnotowano, że w Dolnej jest 25 gospodarzy, którzy są wolni od 1821 roku. Do 1936 roku miejscowość nosiła nazwę Dollna, w latach 1936-1945 Niederkirch.

## Liczba ludności
1783: 195 mieszkańców

1817: 249

1845: 463

1861: 548

1910: 577

1939: 563

1996: 388

## Zabytki
Do wojewódzkiego rejestru zabytków wpisane są:
- kościół par. pw. śś. Piotra i Pawła, gotycki z XV w., przebudowany w XIX w.; zbudowany z bloczków wapienia triasowego formacji gogolińskiej[7]
- mogiła zbiorowa powstańców śląskich, na cmentarzu rzym.-kat.